# Microcotxe

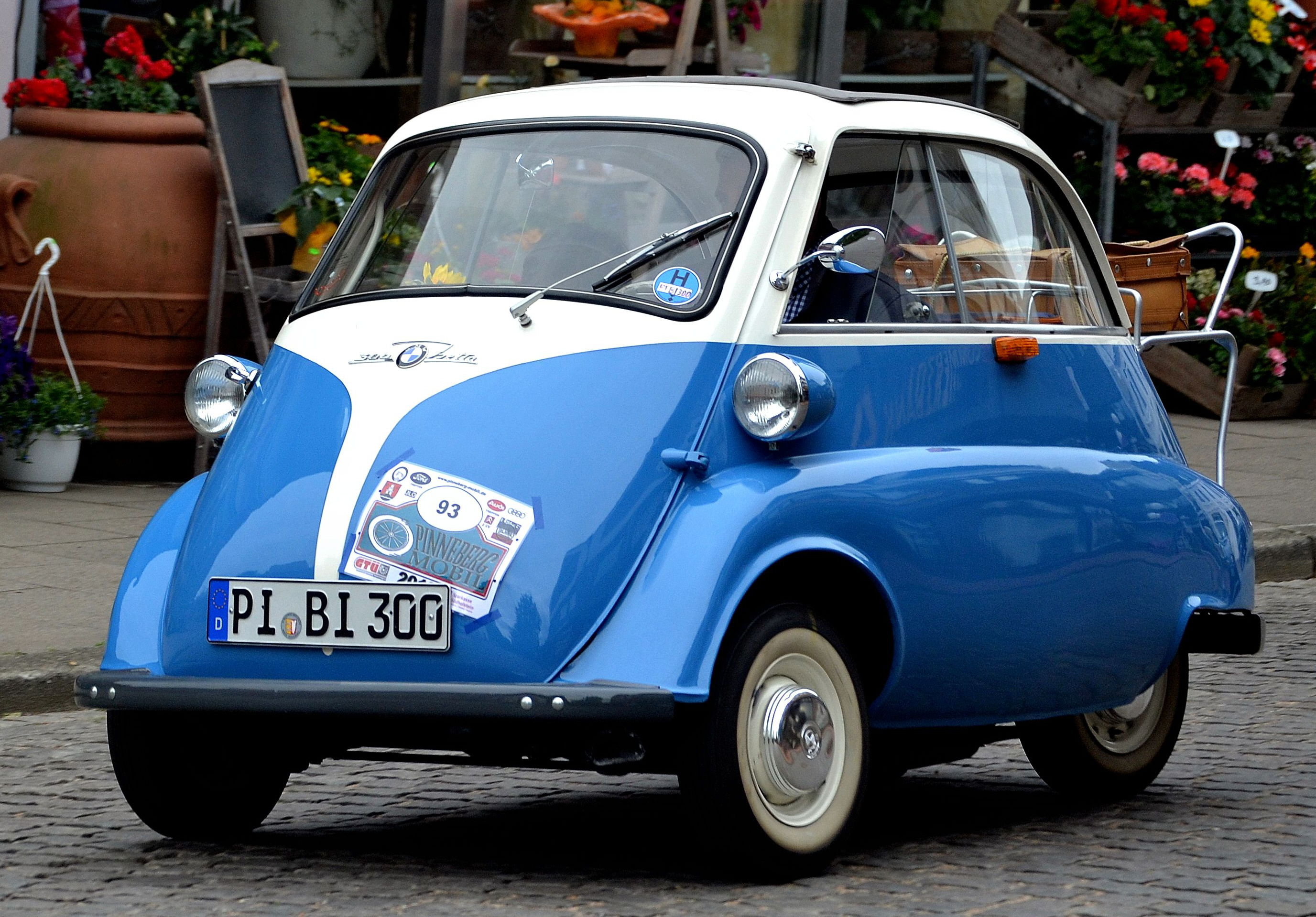
BMW Isetta, un dels microcotxes més famosos.

Un microcotxe és un automòbil especialment petit. Hom fa servir diverses definicions per aquest concepte, incloent "menys de 3 m de longitud" i "menys de 2.400 l. de volum interior". Típicament, els microcotxes tenen seients per al conductor i un passatger i molts tenen només tres rodes.
L'estalvi que genera un d'aquests cotxes sovint es veia incrementat pel fet que microcotxes de tres rodes tenien un tractament de motocicleta a nivell fiscal i d'assegurances. En anys recents han viscut un ressorgiment per al seu ús en ciutats amb molt de trànsit.

## Origen
Aquest tipus de cotxes acostuma a dissenyar-se i fabricar-se per raons econòmiques, quan les matèries primeres o els carburants són escassos i cars. Molts microcotxes van ser dissenyats a Europa després de la Segona Guerra Mundial, particularment a Alemanya, on les antigues fàbriques d'avions com Messerschmitt i Heinkel es van convertir en importants fabricants de microcotxes. Els Messerschmitt KR175 i KR200 fins i tot tenien sostres que eren semiesferes de vidre a l'estil dels avions, cosa que va donar origen al nom de cotxes bombolla per referir-se a tots aquests microcotxes de la postguerra. França també va produir un gran nombre de microcotxes anomenats voiturettes, però al contrari que els alemanys, no es van vendre en altres països. Els dissenys europeus es caracteritzen pels seus dissenys estranys i les seves solucions innovadores.
Als Països Catalans es va produir així mateix una explosió de models durant la postguerra, el més famós dels quals fou el Biscúter.
Cotxes molt petits han estat igualment populars al Japó, on de nou s'han vist beneficiats a nivell fiscal en comparació amb altres tipus de cotxes. Aquests vehicles, coneguts com a keicars, difereixen dels dissenys europeus en què semblen versions reduïdes d'automòbils de turisme, i més similars als del segment A.
L'Smart Fortwo, llançat al mercat el 1998, podria considerar-se una reinvenció del principi del microcotxe que ha tingut èxit. Com els keicars japonesos, és de disseny convencional.